# Rivière Piché
Rivière Piché är ett vattendrag i Kanada.   Det ligger i provinsen Québec, i den sydöstra delen av landet, 300 km nordväst om huvudstaden Ottawa. Rivière Piché ligger vid sjön Lac De Montigny.
I omgivningarna runt Rivière Piché växer i huvudsak blandskog. Runt Rivière Piché är det glesbefolkat, med 18 invånare per kvadratkilometer.